# Aloe Blacc
Aloe Blacc, właśc. Egbert Nathaniel Dawkins III (ur. 7 stycznia 1979 w Hrabstwie Orange w Kalifornii) – amerykański piosenkarz R&B-soulowy, raper, muzyk, autor tekstów, kompozytor i producent muzyczny.

## Dzieciństwo i edukacja
Urodził się w południowokalifornijskim hrabstwie Orange, jest synem Panamczyków. Dorastał w Laguna Hills, gdzie rozpoczął naukę na pożyczonej trąbce. Jak wyznał w jednym z wywiadów, kupienie swojego własnego instrumentu oraz występ przed LL Cool J było dla niego „bardzo istotne” oraz „sprawiło, że zaczął poważnie myśleć o kontynuowaniu nauki gry”. 
W 2001 zakończył edukację na University of Southern California, a następnie podjął pracę jako przedsiębiorca.

## Kariera muzyczna

### Działalność w zespołach
W 1995 rozpoczął współpracę z producentem hip-hopowym Aleksandrem „Exile” Manfredim, z którym założył grupę Emanon, której nazwa była inspirowana tytułem utworu Dizzy Gillespiego. Grali muzykę indie-rapową, połączoną z samplami jazzowymi. W 1996 wydali pierwszy mixtape, a trzy lata później – minialbum pt. Acid 9. Wydali również album kompilacyjny pt. Steps Through Time (2001), na którym znalazły się utwory nagrane w latach 1997-2000, a także dwa albumy studyjne: Imaginary Friends (2002) i The Waiting Room (2005). Zespół nagrał także materiał na kolejną płytę długogrającą, która miała nosić tytuł Bird’s Eye View, jednak wydawnictwo nigdy nie ukazało się na rynku. W 2009 wyruszył z zespołem w trasę koncertową, podczas której zagrał w Europie oraz Stanach Zjednoczonych.
Współpracował z francuskim zespołem jazzowym Jazz Liberatorz. Nagrywał utwory z członkami kolektywu Lootpack, z którym występował gościnnie podczas ich tras koncertowych. W 2009 nawiązał współpracę z producentem o pseudonimie Cradle, z którym stworzył projekt Bee i wydał album studyjny pt. Open Your Mind.
W 2012 dołączył do muzycznego projektu Roseaux, założonego przez Emile Omara, z którym wydał album studyjny pt. Roseaux. Wydawnictwo dotarło do 92. miejsca listy najchętniej kupowanych płyt we Francji, a pochodzący z płyty singiel „More Than Material” trafił na 80. miejsce francuskiej listy przebojów.

### Działalność solowa
W 2003 rozpoczął karierę solową wydaniem debiutanckiego minialbumu pt. The Aloe Blacc EP. Rok później zaprezentował kolejną EPkę pt. The Aloe Blacc EP 2: Me & My Music, a w 2006 podpisał kontrakt płytowy z Chrisem Mankiem (znanym również jako Peanut Butter Wolf), szefem wytwórni Stones Throw Records, która wydała jego pierwszy album studyjny pt. Shine Through w 2006. Na płycie znalazły się piosenki jego autorstwa, które również wyprodukował i zmiksował. Wydawnictwem zyskał zainteresowanie mediów oraz pozytywne oceny krytyków muzycznych i recenzentów.

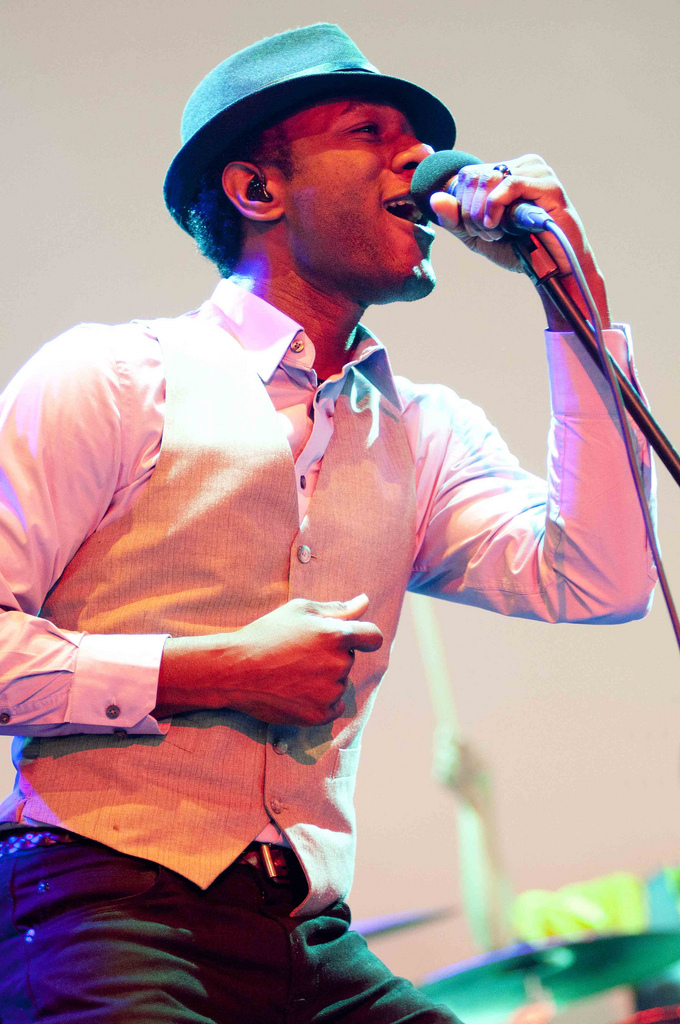
Blacc podczas występu na festiwalu Mundial w Tilburgu, 19 czerwca 2011

We wrześniu 2010 wydał drugi solowy album studyjny pt. Good Things, który wydała wytwórnia Stones Throw Records. Za wydawnictwo odebrał certyfikat złotej płyty m.in. w Wielkiej Brytanii, Niemczech, Australii, Nowej Zelandii i we Francji. Singiel promujący album, „I Need A Dollar”, został wykorzystany jako melodia przewodnia amerykańskiego serialu Jak to się robi w Ameryce i gry komputerowej Fight Night Champion. Singiel osiągnął wysokie wyniki sprzedaży, dzięki czemu otrzymał status złotej płyty m.in. w Belgii, Szwajcarii i Danii oraz platynowej w Niemczech. Album promował również singlami: „Loving You Is Killing Me” i „Green Lights”, który wydał także w formie minialbumu. Podobnie jak pierwszy album, Good Things również zapewnił mu pozytywne oceny krytyków muzycznych, m.in. redaktorów magazynów „Los Angeles Times”, „Spin” i „New Musical Express” (NME). Niedługo po premierze płyty podpisał kontrakt z firmą menedżmentową XIX Simona Fullera.
W 2011 nagrał dwa utwory („Baby” i „Nascimento (Rebirth) – Scene 2”) na potrzeby albumu kompilacyjnego pt. Red Hot + Rio 2, będącego częścią serii albumów wydawanych przez międzynarodową organizację Red Hot Organization, działającej na rzecz walki z AIDS. Latem wystąpił razem ze swym koncertowym zespołem The Grand Scheme na głównej scenie podczas brytyjskiego Glastonbury Festival oraz The Falls Festival w Australii, a w 2012 pojawił się gościnnie podczas festiwali North Sea Jazz w Rotterdamie, Lollapalooza w Chicago czy Osheaga w Montrealu.

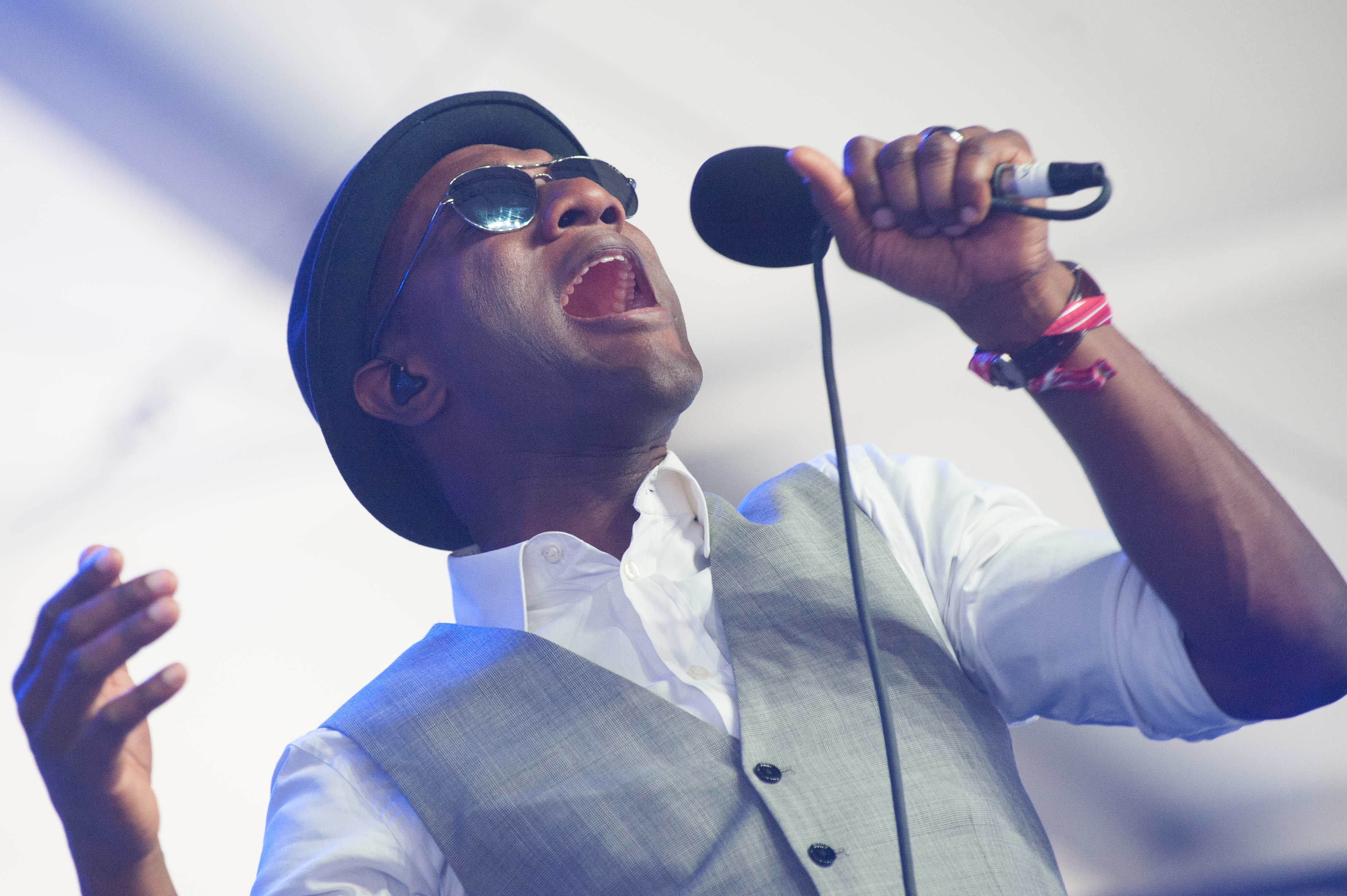
Aloe Blacc podczas występu na festiwalu Coachella w Indio w Kalifornii, 11 kwietnia 2014

W 2013 nawiązał współpracę z Aviciim, dla którego napisał utwór „Wake Me Up!”, będący singlem z debiutanckiej płyty DJ-a pt. True. Singiel z wokalem Blacca został międzynarodowym przebojem, docierając na pierwsze miejsce list przebojów w 31 krajach, w tym m.in. w Australii, Austrii, Belgii, Danii, Francji, Irlandii, Polsce, Szwecji i Wenezueli, a w Wielkiej Brytanii został natomiast najszybciej sprzedającym się krążkiem roku, osiągając wynik 267 tys. sprzedanych egzemplarzy tydzień po premierze. Oprócz przeboju „Wake Me Up”, wspólnie nagrali piosenkę „Liar Liar” z gościnnym udziałem zespołu Blondfire. We wrześniu 2013 podpisał kontrakt z wytwórnią Interscope Records, która wydała jego kolejny minialbum pt. Wake Me Up (EP), zawierający m.in. utwór „Ticking Bomb”, który został wykorzystany jako melodia przewodnia do reklamy gry Battlefield 4, a także piosenkę „The Man”, użytą w serii reklam urządzeń elektronicznych firmy Beats by Dr. Dre. W listopadzie wydał trzeci solowy album studyjny pt. Lift Your Spirit, który promował singlami: „Wake Me Up” i „The Man”. Na płycie umieścił także pozostałe utwory, wcześniej wydane na minialbumie, tj.: „Love Is the Answer”, „Can You Do This” i „Ticking Bomb”.
W 2014 wspólnie z Davidem Correyem nagrał piosenkę „The World Is Ours”, która została wybrana na oficjalny hymn kampanii reklamowej projektu FIFA World Cup 2014 Trophy Tour i która znalazła się na składance pt. One Love, One Rhythm, wydanej z okazji Mistrzostw Świata w Piłce Nożnej w 2014. Również w 2014 pojawił się gościnnie jako mentor w drużynie Adama Levine’a w szóstej edycji programu The Voice.
W lipcu 2019 supportował Christinę Aguilerę podczas europejskiej trasy koncertowej The X Tour. Jesienią 2020 Fox wyemitował czwartą edycję programu The Masked Singer, w której Blacc zajął ostatecznie drugie miejsce w finale.

## Życie prywatne
Żonaty z raperką Mayą Jupiter. Mają córkę, Mandelę (ur. 2013).
W 2013 nawiązał współpracę z grupą National Day Laborer Organizing Network, która walczy o prawa imigrantów.

## Solowa dyskografia

### Albumy studyjne
- Shine Through (2006)
- Good Things (2010)
- Lift Your Spirit (2013)